# Antonio Trevigni
Antonio Trevigni (Tripoli, 18 febbraio 1917 – Sondalo, 23 ottobre 1942) è stato un aviatore e militare italiano, decorato di Medaglia d'oro al valor militare a vivente durante il corso della seconda guerra mondiale.

## Biografia

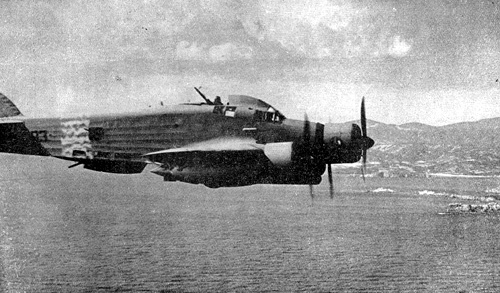
Un bombardiere Savoia-Marchetti S.79 Sparviero in volo sul mare.

Nacque a Tripoli, Libia, il 18 febbraio 1917, figlio di Salvatore e di Gilda Capominonda. Mentre esercitava la professione di meccanico verso la fine del 1936 decise di arruolarsi nella Regia Aeronautica in qualità di allievo armiere artificiere. Mandato presso il Centro della 3ª Zona Aerea Territoriale (Z.A.T.) di Vigna di Valle frequentò il 14º corso normale per armieri e artificieri, e nel luglio 1937 fu ammesso al ruolo artificieri. Nell'agosto 1938 fu nominato armiere artificiere con il grado di aviere scelto, e fu promosso primo aviere nel giugno 1939 venendo subito mandato in forza all'Aeronautica della Libia, assegnato in servizio presso la 53ª Squadriglia, 47º Gruppo, 15º Stormo Bombardamento Terrestre, equipaggiata con i bombardieri Savoia-Marchetti S.79 Sparviero di stanza sull'aeroporto di Castelbenito. Dopo lo scoppio delle ostilità contro Francia e Gran Bretagna, iniziate il 10 giugno 1940, fu subito impegnato in azione e rimase gravemente ferito in combattimento il 17 agosto dello stesso anno.

### L'ultima missione
Quella mattina un fonogramma del Comando della 5ª Squadra aerea notificava che una grossa formazione navale nemica, di cui faceva parte anche una portaerei, aveva effettuato all’alba un intenso bombardamento su Porto Bardia e stava ora rientrando verso Alessandria d'Egitto navigando a poche miglia dalla costa egiziana. Le due squadriglie del 47º Gruppo, 53ª e la 54ª, decollarono su allarme per intercettare la flotta nemica al largo di Sidi el Barrani. Avvistate le navi nemiche i bombardieri si prepararono per l'attacco quando giunsero sul posto circa 30 caccia Gloster Gladiator che intercettarono gli S.79 Sparviero italiani. Nel furibondo combattimento i 10 bombardieri si difesero con tutti i mezzi, mentre cercavano di sganciare le bombe sugli obiettivi,  cosa che fecero puntualmente. Il suo velivolo venne attaccato da cinque Gladiator, ed egli continuò a sparare imperterrito con la mitragliatrice nonostante il suo corpo fosse stato raggiunto da numerose pallottole che lo ferirono gravemente. Dopo dieci minuti il combattimento terminò e solo allora l'ufficiale che azionava una delle mitragliatrici centrali si accorse che lui era seduto sul pavimento della carlinga in una pozza di sangue. Vennero immediatamente prestate le prime cure, con una cinghia che gli strinse la coscia come un laccio emostatico per arginare l'imponente emorragia, e lui riuscì a trascinarsi verso la cabina di pilotaggio per annunciare al pilota aveva sicuramente abbattuto tre dei caccia nemici. L'aereo effettuò un atterraggio di emergenza sulla costa e immediatamente venne trasferito su una autolettiga dove poi gli amputarono la gamba senza anestesia.
Per onorarne il coraggio dimostrato in questo frangente venne decretata la concessione della Medaglia d'oro al valor militare a vivente. Subito ricoverato presso l'ospedale di Derna venne poi trasferito a quello di Pozzuoli e infine presso la Casa di cura di Pineta di Sortenna, provincia di Sondrio, dove si spense il 23 ottobre 1942.

### Annotazioni
1. ↑  L'obiettivo erano le navi da battaglia Warspite, Ramilles e Malaya, l'incrociatore pesante Kent e la loro scorta di cacciatorpediniere.
2. ↑  Tale decisione nell'andare all'attacco fu enunciata così: Dato un obbiettivo, qualunque sia l’ostacolo che si opponga al suo bombardamento, gli equipaggi italiani non torneranno indietro. Essi giungeranno ad ogni costo su di esso con l'indomita volontà di colpire.

### Fonti
1. 1 2 3 4  Ufficio Storico Stato Maggiore dell'Aeronautica 1969, p. 274.
2. 1 2 3 4 5  Combattenti Liberazione.
3. 1 2 3 4 5 6 7 8  Gente del 15°.
4. ↑  Ufficio Storico Stato Maggiore dell'Aeronautica 1977, p. 86.
5. ↑  Bollettino Ufficiale 1941, suppl.1, pag.2.